# 福岡県道293号新延中間線
福岡県道293号新延中間線（ふくおかけんどう293ごう にのぶなかません）は、福岡県鞍手郡鞍手町から中間市に至る一般県道である。

## 概要
鞍手郡鞍手町大字新延から中間市浄花町に至る。
全区間片側1車線。鞍手郡鞍手町から北九州市への最短経路となっている。なお鞍手郡鞍手町大字古門から木月地区（木月大橋西十字路）までの区間は福岡県道55号宮田遠賀線の旧道である。

### 路線データ
- 起点：鞍手郡鞍手町大字新延（新延交差点、福岡県道29号直方宗像線交点）
- 終点：中間市浄花町（中間大橋東交差点、福岡県道73号直方水巻線交点）

## 歴史
- 1993年（平成5年）5月11日 - 建設省から、県道新延中間線の一部を中間宮田線として主要地方道に指定される[1]。

## 路線状況

### 重複区間
- 福岡県道98号中間宮田線（鞍手郡鞍手町大字上木月・上木月交差点 - 中間市大字上底井野）

### 道路施設

#### 橋梁
- 五反田橋（北田川、鞍手郡鞍手町）
- 木月大橋（西川、鞍手郡鞍手町）
- 新菰川橋（菰川、鞍手郡鞍手町）
- 中間大橋（遠賀川、中間市）

### 道路施設

#### 橋梁
- 中間大橋（遠賀川）

## 地理

### 通過する自治体
- 鞍手郡鞍手町
- 中間市

### 交差する道路
| 交差する道路                        | 市町村名 | 市町村名 | 交差する場所     | 交差する場所            |
| ----------------------------------- | -------- | -------- | ---------------- | ----------------------- |
| 福岡県道29号直方宗像線              | 鞍手郡   | 鞍手町   | 大字新延         | 新延交差点 / 起点       |
| 福岡県道55号宮田遠賀線              | 鞍手郡   | 鞍手町   | 大字古門         |                         |
| 福岡県道472号直方鞍手線             | 鞍手郡   | 鞍手町   | 大字木月         | 木月交差点              |
| 福岡県道98号中間宮田線 重複区間起点 | 鞍手郡   | 鞍手町   | 大字上木月       | 上木月交差点            |
| 福岡県道98号中間宮田線 重複区間終点 | 中間市   | 中間市   | 大字上底井野     |                         |
| 福岡県道27号直方芦屋線              | 中間市   | 中間市   | 大字垣生（はぶ） | 中間大橋西交差点        |
| 福岡県道73号直方水巻線 重複区間起点 | 中間市   | 中間市   | 浄花町           | 中間大橋東交差点 / 終点 |

### 沿線
- 鞍手町立新延小学校
- 古月郵便局
- 鞍手町立古月小学校
- 中間市立底井野小学校